# Matera
Matera (phát âm tiếng Ý: [maˈtɛːra], địa phương [maˈteːra] ⓘ; Materano: Matàrë [maˈtæːrə]) là một đô thị trực thuộc tỉnh Matera thuộc vùng Basilicata, miền Nam nước Ý. Nó là thủ phủ của tỉnh Matera hiện này và trước đây là thủ phủ của tỉnh Basilicata từ năm 1663 đến 1806. Thành phố nằm ở một hẻm núi nhỏ được hình thành bởi sông Gravina.
Được biết đến là một "thành phố ngầm" (la città sotterranea), trung tâm lịch sử của nó Sassi di Matera cùng với nhà thờ và công viên nghệ thuật đá được UNESCO công nhận là Di sản thế giới từ năm 1993.
Vào ngày 17 tháng 10 năm 2014, Matera được tuyên bố sẽ là Thủ đô Văn hóa châu Âu năm 2019 cùng với Plovdiv của Bulgaria.

## Lịch sử
Đây là khu vực được định cư từ Thời đại đồ đá cũ. Nó được cho là được thành lập bởi những người La Mã cổ đại vào thế kỷ 3 TCN với tên gọi là Matheola do Lucius Caecilius Metellus đặt. Vào năm 664, Matera bị những người Lombard chinh phục và trở thành một phần của Công quốc Benevento.

## Thành phố kết nghĩa
Matera kết nghĩa với:
- Oulu, Phần Lan
- Petra, Jordan
- Toms River, Hoa Kỳ